# 顧客の乗り換え
顧客の乗り換え (英: customer switching)、顧客の切り替えは、マーケティングおよびミクロ経済学においては、「顧客/消費者が競合他社を支持して製品またはサービスを放棄する」ことを表す。 一定の価格、製品またはサービス品質を想定し、最大限の顧客維持を達成するためにこの行動を防止することは、マーケティング、広報、および広告の仕事である。ブランドスイッチはブランド・ロイヤルティとは対照的な意味で、顧客の切り替え行動の結果、発生する。
顧客離れも類義語。

## 理由
品質や市場の価格変動は、特に価格の上昇は、顧客が別のサプライヤーに価格比較を相談する理由になる。顧客満足度の低下は、サービス品質の低下が原因である可能性があるが、程度は低いものの、選択したブランドが退屈である兆候でもある。 ブランド・ロイヤルティは通常、ブランドへのコミットメントが長引くほど、強くなる。
2013年のニールセンの顧客ロイヤルティに関する調査によると、ブランドスイッチは5つの主な理由で発生する可能性があるが、主に価格要因に基づいている。 全体的なグローバル平均は次の通りである。
1. より良い価格（41％）
2. より良い品質（26％）
3. より良いサービス契約（15％）
4. より良い選択（10％）
5. より良い機能（8％）

価格要因が大きいため、浸透価格設定のような市場戦術は、切り替えのための説得力のあるインセンティブを提供するように進化した。これらに加えて、サービスの不便さ、場所の悪さ、売れ行きの悪い製品や安全でない製品などの倫理的問題、顧客の収入レベルの変化などの要因もある。もう1つのアプローチは、実際にイノベーションを持たずに、確立された製品よりも新しいまたは優れた機能を提供するように見えるベーパーウェアの宣伝である。

## 影響を受ける業界
切り替えは、継続的に提供されるサービスを提供する企業の売上に影響を与える重要なビジネス要因である。エネルギー市場の場合とは対照的に、製品の耐久性や一般的なカジュアル志向のために、定期的でない購入やまばらな購入を刺激する製品を提供する業界とは対照的である。エネルギー顧客の切り替えは、エネルギー供給業者にとって重大なリスクであり、また裏返すと成功要因にもなる。

## シリアルスイッチング
シリアルスイッチャーという用語は、最初に顧客関係管理コースでCharles TurnerとDavid Alexanderによって造られ、次にCRM Pocketbookによって造られた。常に会社を切り替えている人々の存在に触れ、既存顧客維持率に関係なく顧客獲得ばかりに精を出すクレジットカード会社を含む多くの組織の無知さを強調している。
無料の残高移行や無利子期間など、さまざまな金銭的インセンティブを提供することで、企業は新しい顧客の取り込みを考えるかもしれない。これは、買収と競争力のある切り替えの目標を達成する場合、企業にとって表面的に魅力的である。ただし、実際には、シリアルスイッチャーは、投資を回収するのに十分な期間滞在しない場合、利益をもたらさない。事業全体で統合的分析が欠如していると、悪い決定が下される可能性があるというのが教訓である。